# Megalestes irma
Megalestes irma – gatunek ważki z rodziny Synlestidae.

## Opis
Długość odwłoka samca wynosi od 60 do 65 mm, a samicy 51 mm. Długość skrzydła tylnego u samca wynosi od 36 do 37 mm, a u samicy od 37 mm. Labium żółte, labrum metalicznie szmaragdowo-zielone, nasady żuwaczek jasnożółte, przedustek żółty z czarnymi kropkami, zaustek, czoło i ciemię metalicznie szmaragdowo-zielone z niebieskim połyskiem, widocznym pod pewnymi kątami. Oczy brązowe, czułki czarne, potylica i reszta głowy matowo-metalicznie zielone. Przedtułów czarny z matowo-metalicznie zielonymi i jasnożółtymi fragmentami. Reszta tułowia głównie błyszcząco metalicznie szmaragdowo-zielona z wierzchu i czarna pod spodem. Odnóża czarne z żółtymi biodrami krętarzami przedniej pary. Odwłok matowo czarny z zielonymi i miedzianymi połyskami oraz częściami żółtymi. Przydatki analne samca czarne, górne szczypcowate i silnie zakrzywione, dolne z dwoma kolcami. Przydatki analne samicy krótko-stożkowate. spiczaste. Pokładełko czarniawo-brązowe, tęgie.

## Rozprzestrzenienie
Owad oritntalny, znany z indyjskich stanów Mizoram, Bengal Zachodni i Sikkim oraz z Nepalu.